# Княжеска градина (Пловдив)
Княжеската градина е парк в Пловдив, който възниква след Освобождението като парк и овощна градина на генерал-губернатора на Източна Румелия. По-късно градината е достъпна за гражданите и гостите на града до нейното закриване след Първата световна война.

## История
На мястото, където днес е Военното поделение на север от площад „Съединение“, преди Освобождението се е намирало седалището на пловдивския „мютесариф“ (областен управител). Зданието било известно в Пловдив като „Конака“. Зад него на север е бил затворът Таш капия. Конакът е бил използван и от различни учреждения. Тук е било и „беделието“ (общинското управление на Пловдив).
Освобождението заварва района на мястото на сегашния площад „Съединение“ застроен с малки къщи, бараки и една полуразрушена джамия. Непосредствено след Освобождението това мястото започва да се разчиства и през пролетта на 1878 г. в Конака е настанен губернаторът генерал Столипин и първият общински съвет.
През май 1879 г. сградата на Конака става резиденция на генерал-губернаторът на Източна Румелия Александър Богориди. Започнали да наричат сградата „Двореца“, но това е било едноетажна постройка, чието мазе постоянно се е пълнело с вода от близката река. Обзавеждането на резиденцията е повече от скромно. Семейство Богориди се заемат да направят подобрения, обаче депутатите в Областното събрание на Източна Румелия категорично отказват да направят разходи за сградата, но се съгласяват разчистените 51 дка до реката да бъдат превърнати в парк, наречен „Княжеска градина.
По покана на Александър Богориди в Пловдив пристига швейцарецът Люсиен Шевалас със задачата да помогне с оформянето на парк при „Двореца“ на генерал-губернатора. Идеята на Шевалас е новият парк да свърже оформяващата се вече Градската градина (Дондуковската) със зелените площи и острови по река Марица в една паркова система.
Oт три страни паркът е бил ограден с висока каменна ограда, а гъсти върбалаци закривали парка откъм река Марица. Стройни албанци с червени кепета са пазели парка. Първоначално паркът е използван от губернатора и неговата съпруга. Чак през 1884 г. Княжеската градина е отворени за жителите на града и гостите му един път в седмицата – за четири часа в четвъртък, когато работел пазарът. Ученици, военни и граждани използват момента да си направят снимка за спомен върху фона на кичестите дървета и цветните фигури.
През 1908 г. правителство на Александър Малинов спира новия проект за постройка на княжески дворец в Пловдив по съображения за намаляване на разходите.
През 1918 г., градината е предадена на Земеделското министерство. Веднага била издигната ветеринарна лечебница и образцова налбантница (за подковаване на коне), а цветните лехи се превърнали в овощен разсадник. Редки цветя и храсти били изтъргувани на безценица, много от дърветата изчезват, оранжерията – разбита и разграбена. След 1919 г. теренът на Княжеската градина била парцелирана и разпродадена. Пловдивската община търсела място за Общински дом и Съдебна палата, а военните – мястото за щаб на Втора Тракийска дивизионна област.

## Описание
Градината е била съставена от две части: едната с плодни дръвчета, а другата с паркови алеи и декоративни дървета. Алеите са насипани със ситен пясък. Поляни са обсипани с цветя. Стройни дървета, бамбук, пинии, кактуси, кипариси и други екзотични растения, много пейки и фонтани. Близо до резиденцията на губернатора имало палми. Имало и висока оранжерия с остъклен покрив, пълна с красиви цветя. През пролетта цветята от цветарника се изнасят по парковете и се подреждат в различни фигури. Отглеждат се гергини, хризантеми, петунии, бегонии, зокум, пълзящи рози, розмарин, хортензии, азалии и други. По зелените площи на градината през годината виреят местни естествени цветя – кокичета, минзухари, куковиче грозде, гарванов лук, ирис, миризлива теменужка и др.
В южната част на градината също има пясъчни алеи, сенчести беседки, разноцветни храсти и подредени широки скамейки. В северната част на градината е овощната градина. Тук се отглеждат и прочутите бели ягоди, за които тогава се разправя, че са донесени от далечна земя, а всъщност Люсиен Шевалас ги открива в село Веригово (сега квартал на Хисаря). В съседство са огромните френски ягоди, а в крайния ред ухаели техните събратя от Родопите.

## Събития
На 15 август 1892 г. в Княжеската градина са подредени масите за празничната вечеря, дадена от българския княз Фердинанд по повод откриването на Първото българско изложение в Пловдив.
Става традиция на двора до градината да се чества Денят на славянските просветители Кирил и Методий, на южната площадка пред резиденцията на губернатора се извършва водосветът на Богоявление, а в северната част се наблюдава хвърлянето на кръста в ледените води на река Марица.